# Saitō Tatsuoki
Saitō Tatsuoki est un nom japonais traditionnel ; le nom de famille (ou le nom d'école), Saitō, précède donc le prénom (ou le nom d'artiste) Tatsuoki.
Saitō Uhyōe-Taihitsu Tatsuoki (斎藤 右兵衛・大筆 龍興, Saitō Uhyōe-Taihitsu Tatsuoki, né en 1548 et mort le 14 août 1573) est un daimyo de la province de Mino durant l'époque Sengoku et le seigneur de la troisième génération du clan Saito. Il est fils de Saitō Yoshitatsu et petit-fils de Saitō Dōsan. Il est également neveu de Nōhime, la première femme d'Oda Nobunaga, elle-même fille de Saitō Dōsan. 
Saitō Tatsuoki succède à son père à l'âge de 14 ans mais se montre mauvais gouvernant, contrairement à son père et son grand-père.
Tatsuoki est impliqué dans une féroce rivalité avec Oda Nobunaga qui le défait de façon décisive en 1564. Il survit mais, de ce jour, le clan Saito n'est plus un acteur important des luttes de pouvoir de la période Sengoku.

## Source de la traduction
- (en) Cet article est partiellement ou en totalité issu de l’article de Wikipédia en anglais intitulé « Saitō Tatsuoki » (voir la liste des auteurs).